# Evropská knihovna
Evropská knihovna (http://www.theeuropeanlibrary.org/portal/ The European Library, zkratka TEL) je webovou službou, která nabízí přístup ke zdrojům 47 národních knihoven v Evropě, včetně Vatikánu. Zdroje jsou klasické i digitální a obsahují knihy, časopisy, zvukové dokumenty a další sbírky. Portál Evropské knihovny nabízí zdarma vyhledávání a dodávání metadatových záznamů a také digitálních dokumentů. Evropskou knihovnu spravuje konsorcium 23 národních knihoven, které podporují a rozvíjejí služby portálu.
Evropská knihovna je branou ke sbírkám evropských národních knihoven. Umožňuje jednoduchou a účinnou cestu, jak se dostat k velmi kvalitním informačním zdrojům z různých oborů. Evropská knihovna otevírá svět znalostí, informací a kultury ze všech evropských národních knihoven.

## Historie
Portál Evropské knihovny byl vytvořen ve spolupráci 9 národních knihoven a CENL (Konference knihovníků evropských národních knihoven) v rámci projektu TEL (Evropská knihovna: Brána ke znalostem Evropy). TEL projekt započal v roce 2001, byl ukončen v roce 2004 a financován 5. rámcovým programem Evropské komise. V projektu byly zapojeny národní knihovny Finska, Německa, Itálie (Florencie a Řím), Nozozemska, Portugalska, Slovinska, Švýcarska a Spojeného království.
Portál TheEuropeanLibrary.org byl spuštěn 17. března 2005 s návštěvou více než 500 000 uživatelů v čase kratším než jeden rok. V současnosti je možno prostřednictvím portálu prohledávat sbírky 23 národních knihoven a sbírky dalších 21 národních knihoven je možno prohlížet prostřednictvím portálových hyperlinků. Národní knihovny Rakouska, Chorvatska a Srbska se připojily v červenci 2005.
Národní knihovny 10 nových členských států Evropské unie se staly plnými členy Evropské knihovny v rámci projektu TELMEMOR (The European Library: Modular Extensions for Mediating Online Resources) (2005 -2007). O d 1. ledna 2006 se Národní knihovna Estonska a Lotyšska a Dánská královská knihovna staly plnými členy konsorcia. Od července 2006 jsou Národní knihovna České republiky, Slovenské republiky a Maďarska schopny zobrazit své digitální zdroje v portálu, Kypr, Litva, Malta a Polsko zpřístupnily své digitální sbírky v prosinci 2006.
Evropská knihovna učinila další krok směrem k rozšíření v projektu EDL (Evropská digitální knihovna). Projekt připojí digitální sbírky zbývajících 9 národních knihoven EU a EFTA. EDL projekt započal v září 2006. Další zapojené země jsou buď členy Evropské unie nebo Evropského sdružení volného obchodu: Belgie, Řecko, Island, Irsko, Lichtenštejnsko, Lucembursko, Norsko, Španělsko a Švédsko. Kromě pomoci s plným zapojením těchto zemí do Evropské knihovny je projekt zacílen na vícejazyčnost a podnikl první krok směrem k Evropskému registru metadat a vytváří podmínky pro digitalizační úsilí národních knihoven. EDL projekt uskutečnil dva úspěšné workshopy se zaměřením na technologické a politické souvislosti společného zpřístupnění kulturního dědictví digitálních serverů jako Evropské digitální knihovny. Projekt EDL je financován Evropskou komisí z programu eContentplus a je osmnáctiměsíční.

## Plány
V nejbližší budoucnosti je cílem Evropské knihovny stát se centrální bránou ke všem elektronickým zdrojům 47 evropských národních knihoven. 2. března 2006 Evropská komise vydala tiskové prohlášení uvádějící, že Evropská knihovna bude zajišťovat infrastrukturu pro Evropskou digitální knihovnu a službu v přístupu ke sbírkám největších vlastníků kulturního dědictví (knihovny, archivy a muzea) v Evropě.

## Vyhledávací nástroje
Portál Evropské knihovny neustále přizpůsobuje služby novým uživatelům a prezentuje výsledky národních knihoven. V počátcích byl portál v experimentální fázi přístupný pomocí prohlížeče Windows Internet Explorer 6.0. Od června 2005 mohou návštěvníci využívat prohlížečů Windows Internet Explorer, Camino, Netscape, Mozilla a Firefox. Další prohlížeče jako např. Opera, Safari a Galeon ještě nejsou kompatibilní s portálem Evropské knihovny (kvůli parsování XML na straně klienta). Portál Evropské knihovny řídí Kancelář evropské knihovny v prostorách Nizozemské královské knihovny v Haagu v čele s Jill Cousins, ředitelkou Evropské knihovny. Od března 2007 je možné umístit na vlastní webové stránky vyhledávací box Evropské knihovny.